# Sant Miard de la Batuda
Sant Miard (en francès Saint-Médard-Nicourby) és un municipi francès situat al departament de l'Òlt i a la regió d'Occitània.

## Demografia
| 1962                                       | 1968 | 1975 | 1982 | 1990 | 1999 | 2007 |
| ------------------------------------------ | ---- | ---- | ---- | ---- | ---- | ---- |
| 127                                        | 142  | 114  | 108  | 101  | 84   | 91   |
| Des de 1962: població sense dobles comptes |      |      |      |      |      |      |

## Administració
| Període | Identitat           | Partit |
| ------- | ------------------- | ------ |
| 2001-   | Jean-Marie Roussiès |        |

## Història
L'11 de maig de 1944 membres de la 2a Divisió SS Das Reich arrestaren tres civils a Sant Miard. Tots ells foren deportats i dos moriren a Alemanya: Antonin Chayriguet, de 40 anys i Camille Theron, de 60 anys.